# Assycuera waterhousei
Assycuera waterhousei là một loài bọ cánh cứng trong họ Cerambycidae.